# 小行星8835
小行星8835（8835 Annona）是一颗绕太阳运转的小行星，为主小行星带小行星。该小行星于1989年9月26日发现。

## 轨道参数
小行星8835的轨道半长轴为3.1873763 UA，离心率为0.117。